# Iska's Journey
Iszka's Journey (en húngaro, Iska utazása) es una película dramática de aventuras húngara de 2007 dirigida por Csaba Bollók y protagonizada por la debutante Mária Varga.

## Sinopsis
La película es el resultado del encuentro accidental del director Bollók con una niña de la calle de 14 años, Maria Varga, que vive en una ciudad minera de carbón en los Cárpatos del Sur. La historia sigue su viaje desde su pequeña ciudad hasta el Mar Negro, donde se convierte en víctima de la trata de personas.

## Distribución y respuesta
La película se proyectó por primera vez en febrero de 2007 en el Festival de Cine de Hungría, donde terminó como la sorpresa ganadora del Gran Premio. Después de su estreno internacional en la Berlinale en 2007, Iska's Journey fue recibido en el circuito de festivales internacionales como un gran éxito. Más de 50 festivales de cine europeos, asiáticos y estadounidenses han presentado el largometraje de Bollók hasta la fecha. Tras su estreno norteamericano en Seattle el año pasado, Iska's Journey se presentó en Chicago, Cleveland, Toronto, Palm Springs y Vancouver.
Fue lanzado comercialmente en Hungría el 22 de noviembre de 2007. La película fue elegida como la presentación oficial de Hungría a la 81.ª edición de los Premios de la Academia a la Mejor Película en Lengua Extranjera.